# Habsburg Anna magyar hercegnő
Ausztriai Anna (francia nyelvterületen ismert még, mint Luxemburgi Anna; Bécs, Ausztria, 1432. április 12. – Eckartsberga, Türingia, Német-római Birodalom, 1462. november 14.), saját jogán Luxemburg hercegnéje, valamint türingiai tartománygrófné Bátor Vilmos hitveseként.
V. Albert osztrák herceg (később német, magyar és cseh király) és Luxemburgi Erzsébet elsőszülött gyermekeként látta meg a napvilágot 1432-ben. Az 1442-es győri békeegyezmény értelmében III. Ulászló lengyel király (ekkor már megkoronázott magyar király is volt) jegyese lett, ám az 1444-es várnai csatában elhunyt fiatal király halála miatt a tényleges házasságot nem kötötték meg. Végül 1446-ban a türingiai tartománygróf, Bátor Vilmos felesége lett, amely házasságból két leány, a későbbi Margit brandenburgi választófejedelemné és Katalin münsterbergi hercegné származott.
Anna Zsigmond német-római császár és magyar király legidősebb unokájaként követte anyját, Luxemburgi Erzsébetet, mint Magyarország trónörököse. Ezt a jogát öccsének, Postumus Lászlónak 1457-ben bekövetkezett halála után is fenntartotta Hunyadi Mátyás ellenében. Férje, Vilmos az ő születési jogán kívánta elfoglalni a Magyar és a Cseh Királyságok trónját, ám ebbéli ambícióinak nem tudott érvényt szerezni. Ennek ellenére Anna 1462-es saját haláláig viselte a „Magyarország és Csehország királynője” címet.

## Élete
I. (II./V.) Albert magyar, német, cseh királynak, osztrák hercegnek és Luxemburgi Erzsébet magyar, cseh és német királyi hercegnőnek, német-római császári hercegnőnek, Zsigmond magyar, német, cseh király és német-római császár, valamint Cillei Borbála egyetlen gyermekének az elsőszülöttje.

### Születésének körülményei
Édesanyja, Luxemburgi Erzsébet hercegnő az akkori szokások és elvárások szerint hosszú ideig meddőnek bizonyult, hiszen csak 10 évnyi házasság után esett teherbe, és 22 évesen hozta világra első gyermekét, Annát, aki lány lévén Ausztriában nem örökölhetett, Magyarországon pedig édesanyja, Erzsébet mögött a második helyet foglalta el a trónöröklési sorban.
Mikor Erzsébet első gyermekét várta 1431-ben, derült csak ki, hogy nincs meg a szükséges pápai diszpenzáció, amely Erzsébet és V. Albert 10 évvel korábban, 1421 szeptember 28-án Pozsonyban kötött házasságához feltétlenül szükséges lett volna, hiszen Anna szülei, Erzsébet és Albert negyedfokú rokonságban álltak, mivel mindketten II. Vencel cseh király leszármazottai voltak annak egy-egy lánya révén. Luxemburgi Erzsébet II. Vencel ükunokája volt annak idősebb lánya, Přemysl Erzsébet cseh királyi hercegnő, későbbi cseh királyné révén, akinek a férje, Luxemburgi János a felesége kezével elnyerte a cseh koronát 1310-ben, és az ő fiuk volt IV. Károly német-római császár, Luxemburgi Erzsébet apjának, Zsigmond magyar királynak az édesapja. Albert pedig II. Vencel szépunokája (5. leszármazottja) volt annak ifjabb lánya, Přemysl Margit cseh királyi hercegnő, későbbi briegi hercegné jogán. Margit hercegnő III. Boleszláv briegi herceg feleségeként Bajor Johanna Zsófia osztrák hercegnének, Albert édesanyjának dédanyja volt.
A házaspár IV. Jenő pápához fordult a szükséges okiratért, aki haladéktalanul kiállította a még hiányzó diszpenzációt. A házasságuk ugyanis addig elvileg érvénytelennek számított, ameddig be nem szerezték hozzá a pápai hozzájárulást és felmentést a közeli rokonsági fok miatt. Ez különösen azért vált most sürgetővé, mert a születendő gyermekük törvényességét is kétségbe vonta volna a pápai diszpenzáció hiánya.
Bertrandon de la Broquière burgundi kém és utazó, aki III. Fülöp burgundi herceg megbízásából járt a bécsi udvarban is, hiszen a burgundi herceg V. Albert osztrák herceg elsőfokú unokatestvére volt, mivel Fülöpnek az anyja, Bajor Margit és Albertnek az anyja, Bajor Johanna Zsófia édestestvérek voltak, a leírásaiban beszámolt az Anna hercegnő születését követő ünnepségekről. Miután ez idáig az osztrák hercegi párt elkerülte a gyermekáldás, Anna hercegnőnek, az elsőszülött gyermeknek a világra jötte nagy eseménynek számított, és ez okot adott az örömre, a fesztiválok és lovagi tornák megrendezésére.

### Dinasztikus kapcsolatai
Már röviddel a születése után felmerült, hogy eljegyezzék II. Jagelló Ulászló lengyel király elsőszülött fiával, III. Ulászló lengyel királlyal, későbbi magyar királlyal. Zsigmond nem zárkózott el az ötlettől, de végül a tárgyalások kudarcba fulladtak, miután a lengyelek nem fogadták el Zsigmond feltételeit. 1435-ben született egy öccse, György herceg, aki csak pár órát élt. Húga, Erzsébet születése (1437) után 1437-ben újra felújították a házassági ajánlatot kiegészítve azzal, hogy Anna és Ulászló mellett Erzsébet is legyen eljegyezve, mégpedig Ulászló öccsével, Kázmérral. Zsigmond pár hónappal később bekövetkezett halála miatt azonban egy időre lekerült a napirendről, hiszen a két tárgyalófél ellenféllé és ellenséggé vált a Zsigmond örökségéért folytatott harcban. Csak két évvel később, 1439-ben merült fel újra a kettős házasság kérdése, de a német fejedelmek tiltakozásának hatására ismét kudarcba fulladt. Ők a későbbi férj, Szász Vilmos jelöltségét támogatták, ezért újból jegelték ezt a kérdést.
Húga, Erzsébet hercegnő 1439 elején, még apjuk életében jött Magyarországra Bécsből a szárazdajkája, Kottanner Jánosné kíséretében, hogy anyjuk közelében lehessen, Anna viszont nem jött vele, hanem Annát a német fejedelmek által szorgalmazott vőlegényjelöltjének a családjához, a szász udvarba küldték.
Ugyanakkor 1439. május 29-én a budai országgyűlés határozatai között szerepelt, hogy Albert király kizárólag a magyar rendek hozzájárulásával dönthet a leányai, Anna és Erzsébet házasságainak az ügyében.
Albert 1439. október 27-én bekövetkezett halála és a trónöröklés bizonytalansága miatt viszont annyira távol került a két, magyar és lengyel érdek egymástól, hogy nem is tűnt reálisnak a magyar–lengyel, Habsburg–Jagelló kettős házasság lehetősége egy jó darabig. Hiába lett III. (Jagelló) Ulászló lengyel királyból magyar király 1440-ben, Anna öccsének, V. Lászlónak a születése merőben új helyzetet teremtett, és a Jagellók trónigényét nem akarták legitimálni e házasságokkal. Ugyanakkor Albert halálával a magyar rendek Luxemburgi Erzsébet királynét a Magyar Királyság jog szerinti örökösnőjének tekintették, újbóli házasságkötését szorgalmazták, és azt kívánták, hogy az 1440-ben a 31. életévébe lépő Erzsébet királyné menjen férjhez a nála 15 évvel fiatalabb és 16. életévébe lépő Ulászló királyhoz. Erzsébet királyné színleg a beleegyezését adta az Ulászlóval kötendő házassághoz, de a fia, V. László születése után visszavonta az ígéretét, és azt állította, hogy azt csak kizárólag kényszer hatására tette meg. Ekkor teljesen megmerevedtek az álláspontok, az ország ketté szakadt, és majd csak a konfliktus elmérgesedésének, valamint az ország megosztottságának a megszüntetése iránti igény kényszerítette ki végül a fegyverszünetet és a megbékélést, amely pápai közvetítésre létre is jött.
1442. december 13-án a Luxemburgi Erzsébet és I. Ulászló közötti megegyezés értelmében Annát eljegyezték Ulászlóval, míg húgát, Erzsébet hercegnőt Ulászló öccsével, Jagelló Kázmér lengyel és litván herceggel. 
Az a tény, hogy Anna már Szász Vilmossal volt eljegyezve, és a szász udvarban tartózkodott ekkor, nem jelentett gondot, hiszen nem volt ritka eset ebben a korban, hogy egyszerre több személlyel is eljegyezzenek valakit, akik közül az adott helyzetben a politikailag legelőnyösebb jelölttel történt meg végül a házasságkötés.
A megegyezés után pár nappal, mely Győrben jött létre, 1442. december 19-én Luxemburgi Erzsébet királyné váratlanul meghalt. A megállapodásból I. Ulászló korai halála (1444) miatt viszont csak Erzsébet hercegnő és Kázmér herceg házassága valósult meg 1454-ben, aki akkor már IV. Kázmér néven lengyel király volt.

### Jogigénye a magyar trónra
Zsigmond magyar király unokájaként és Albert magyar király, valamint Luxemburgi Erzsébet elsőszülöttjeként tartott igényt a magyar trónra öccse gyermektelen halála után.
Anna ősei között mind apai, mind pedig anyai ágon képviselve van az Árpád-ház, és Anna az édesanyja, Luxemburgi Erzsébet révén leányágon IV. Béla magyar király 8. (generációs) leszármazottja volt. 
Emellett Anna az anyai nagyanyjának, Cillei Borbálának az ágán IV. Béla fiának, V. István magyar királynak a 8. (generációs) leszármazottja volt, mégpedig V. István elsőszülött lánya, Magyarországi Katalin szerb királyné által.

### Trónkövetelő
Anna amint tudomást szerzett az öccse, V. László haláláról (1457. november 23.) mint annak törvényes örököse, rögtön felvette a Magyarország, Csehország, Horvátország, Dalmácia született királynője (regina nata), Ausztria és Luxemburg hercegnője, valamint Morvaország őrgrófnője címeket. A férje, Szász Vilmos pedig, akivel I. Ulászló halála (1444) miatt újra jegyesek lettek, és végül 1446-ban összeházasodtak, amikor I. Ulászló visszatérésére és életben maradására nem sok esély volt már, a felesége törvényes gyámjának (legitimus tutor) címezte magát, és megbízottait Bécsbe küldte, hogy vegyék fel a kapcsolatot Montschiedel Boldizsár kinevezett zágrábi püspökkel. A vele való tárgyalásról Vilmos követei 1457. december 13-án tettek jelentést, de Vilmos három hétig habozott, nem tett lépéseket a magyar trón megszerzésére. Vilmos a felesége, Anna nevében sikertelenül próbálta megszerezni a magyar trónt I. Mátyás királlyal szemben, hiszen a királyválasztó országgyűlésre (1458. január 24.) követeket nem küldött, ehelyett Anna hercegnő egykori gyámjához, a Habsburg-ház fejéhez, III. Frigyes német-római császárhoz fordult segítségért, amivel taktikai hibát követett el, hiszen ez sértés volt a magyar rendekkel szemben, és emiatt sok időt vesztegetett, és végül ezzel a tettével éppen azt érte el, hogy nem vették figyelembe a királyválasztásnál. III. Frigyest pedig azzal bőszítette fel, hogy Ausztria örökségét is követelte, holott az csak férfiágon volt örökölhető. A kudarc ellenére Anna hercegnő „Magyarország és Csehország királynőjének” címezte magát egészen a haláláig.

## Gyermekei
- Férjétől, III. (Szász) Vilmostól (1425–1482), Luxemburg hercegétől, Türingia tartománygrófjától, I. Frigyes szász herceg és választófejedelem fiától, 2 leány:
  - Margit (1449–1501), férje I. János Cicero (1455–1499) brandenburgi őrgróf és választófejedelem, 7 gyermek, többek között:
    - I. Joachim brandenburgi választófejedelem (1484–1535)
    - Hohenzollern Anna (1487–1514), férje I. (Oldenburgi) Frigyes (1471–1533), Schleswig–Holstein–Gottorp hercege, 1523-tól dán és norvég király, 2 gyermek
    - Brandenburgi Albert (1491–1545) mainzi érsek

  - Katalin (1453–1534), férje II. (Podjebrád) Henrik (1452–1492) münsterbergi[16] herceg, I. (Podjebrád) György cseh király fia és Podjebrád Katalin magyar királyné féltestvére, 2 gyermek

## Származása

### Legközelebbi rokonsági fok Anna és a jegyese, I. (III.) Ulászló között
Anna Gediminas litván nagyfejedelem 6. (generációs) leszármazottja volt, míg a jegyese Gediminas dédunokája. A nagyfokú eltérést az okozta, hogy mind I. (III.) Ulászló, mind pedig Ulászló apja, Jagelló az apjuk kései házasságából és azok idősebb korában születtek.
|  |  |  |  |  |  | | | | | | |  |  |  |  |  |  |  |  | |  |  |  |  |  |  |  |  |  |  |  | | | | | | |  |  |  |  |  |  |  |  |  |  |  |  |  |  |  |  |  |  |  |  |  |  |  |  |  |  |  |  |  |  |  |  |
|  |  |  |  |  |  | | | | | | |  |  |  |  |  |  |  |  | Gediminas litván nagyfejedelem 1275 körül–1341 1. fg.: Kurföldi Vida ?–? 2. fg.: Szmolenszki Olga ?–1344 3. fg. Polocki Jevna (Jaunė) 1280 körül–1344/45 |  |  |  |  |  |  |  |  |  |  |  | | | | | | |  |  |  |  |  |  |  |  |  |  |  |  |  |  |  |  |  |  |  |  |  |  |  |  |  |  |  |  |  |  |  |  |
|  |  |  |  |  |  | | | | | | |  |  |  |  |  |  |  |  | |  |  |  |  |  |  |  |  |  |  |  | | | | | | |  |  |  |  |  |  |  |  |  |  |  |  |  |  |  |  |  |  |  |  |  |  |  |  |  |  |  |  |  |  |  |  |
|  |  |  |  |  |  | | | | | | |  |  |  |  |  |  |  |  | |  |  |  |  |  |  |  |  |  |  |  | | | | | | |  |  |  |  |  |  |  |  |  |  |  |  |  |  |  |  |  |  |  |  |  |  |  |  |  |  |  |  |  |  |  |  |
|  |  |  |  |  |  | [3.] Litvániai Anna (Aldona) 1315–1349 férje III. Kázmér lengyel király 1310–1370                                                                          | [3.] Litvániai Anna (Aldona) 1315–1349 férje III. Kázmér lengyel király 1310–1370                       | [3.] Litvániai Anna (Aldona) 1315–1349 férje III. Kázmér lengyel király 1310–1370                       | [3.] Litvániai Anna (Aldona) 1315–1349 férje III. Kázmér lengyel király 1310–1370                       | [3.] Litvániai Anna (Aldona) 1315–1349 férje III. Kázmér lengyel király 1310–1370                       | [3.] Litvániai Anna (Aldona) 1315–1349 férje III. Kázmér lengyel király 1310–1370                       |  |  |  |  |  |  |  |  | |  |  |  |  |  |  |  |  |  |  |  | [3.] Algirdas litván nagyfejedelem 1296–1377 1. fg. Vityebszki Mária ?–1346 2. fg.: Tveri Julianna 1325 körül–1392 | [3.] Algirdas litván nagyfejedelem 1296–1377 1. fg. Vityebszki Mária ?–1346 2. fg.: Tveri Julianna 1325 körül–1392 | [3.] Algirdas litván nagyfejedelem 1296–1377 1. fg. Vityebszki Mária ?–1346 2. fg.: Tveri Julianna 1325 körül–1392 | [3.] Algirdas litván nagyfejedelem 1296–1377 1. fg. Vityebszki Mária ?–1346 2. fg.: Tveri Julianna 1325 körül–1392 | [3.] Algirdas litván nagyfejedelem 1296–1377 1. fg. Vityebszki Mária ?–1346 2. fg.: Tveri Julianna 1325 körül–1392 | [3.] Algirdas litván nagyfejedelem 1296–1377 1. fg. Vityebszki Mária ?–1346 2. fg.: Tveri Julianna 1325 körül–1392 |  |  |  |  |  |  |  |  |  |  |  |  |  |  |  |  |  |  |  |  |  |  |  |  |  |  |  |  |  |  |  |  |
|  |  |  |  |  |  | [3.] Litvániai Anna (Aldona) 1315–1349 férje III. Kázmér lengyel király 1310–1370                                                                          | [3.] Litvániai Anna (Aldona) 1315–1349 férje III. Kázmér lengyel király 1310–1370                       | [3.] Litvániai Anna (Aldona) 1315–1349 férje III. Kázmér lengyel király 1310–1370                       | [3.] Litvániai Anna (Aldona) 1315–1349 férje III. Kázmér lengyel király 1310–1370                       | [3.] Litvániai Anna (Aldona) 1315–1349 férje III. Kázmér lengyel király 1310–1370                       | [3.] Litvániai Anna (Aldona) 1315–1349 férje III. Kázmér lengyel király 1310–1370                       |  |  |  |  |  |  |  |  | |  |  |  |  |  |  |  |  |  |  |  | [3.] Algirdas litván nagyfejedelem 1296–1377 1. fg. Vityebszki Mária ?–1346 2. fg.: Tveri Julianna 1325 körül–1392 | [3.] Algirdas litván nagyfejedelem 1296–1377 1. fg. Vityebszki Mária ?–1346 2. fg.: Tveri Julianna 1325 körül–1392 | [3.] Algirdas litván nagyfejedelem 1296–1377 1. fg. Vityebszki Mária ?–1346 2. fg.: Tveri Julianna 1325 körül–1392 | [3.] Algirdas litván nagyfejedelem 1296–1377 1. fg. Vityebszki Mária ?–1346 2. fg.: Tveri Julianna 1325 körül–1392 | [3.] Algirdas litván nagyfejedelem 1296–1377 1. fg. Vityebszki Mária ?–1346 2. fg.: Tveri Julianna 1325 körül–1392 | [3.] Algirdas litván nagyfejedelem 1296–1377 1. fg. Vityebszki Mária ?–1346 2. fg.: Tveri Julianna 1325 körül–1392 |  |  |  |  |  |  |  |  |  |  |  |  |  |  |  |  |  |  |  |  |  |  |  |  |  |  |  |  |  |  |  |  |
|  |  |  |  |  |  | Piast Erzsébet lengyel királyi hercegnő 1326/34–1361 férje: V. Boguszláv pomerániai herceg 1318/19–1373                                                    | Piast Erzsébet lengyel királyi hercegnő 1326/34–1361 férje: V. Boguszláv pomerániai herceg 1318/19–1373 | Piast Erzsébet lengyel királyi hercegnő 1326/34–1361 férje: V. Boguszláv pomerániai herceg 1318/19–1373 | Piast Erzsébet lengyel királyi hercegnő 1326/34–1361 férje: V. Boguszláv pomerániai herceg 1318/19–1373 | Piast Erzsébet lengyel királyi hercegnő 1326/34–1361 férje: V. Boguszláv pomerániai herceg 1318/19–1373 | Piast Erzsébet lengyel királyi hercegnő 1326/34–1361 férje: V. Boguszláv pomerániai herceg 1318/19–1373 |  |  |  |  |  |  |  |  | |  |  |  |  |  |  |  |  |  |  |  | [2.] II. Ulászló (Jagelló) lengyel király litván nagyfejedelem 1351 körül–1434 1. fg. I. (Anjou/Szent) Hedvig lengyel királynő 1374–1399 2. fg.: Cillei Anna 1380/81–1416 3. fg. Pilecki Erzsébet 1372–1420 4. fg. Holszański Zsófia 1405 körül–1461 | [2.] II. Ulászló (Jagelló) lengyel király litván nagyfejedelem 1351 körül–1434 1. fg. I. (Anjou/Szent) Hedvig lengyel királynő 1374–1399 2. fg.: Cillei Anna 1380/81–1416 3. fg. Pilecki Erzsébet 1372–1420 4. fg. Holszański Zsófia 1405 körül–1461 | [2.] II. Ulászló (Jagelló) lengyel király litván nagyfejedelem 1351 körül–1434 1. fg. I. (Anjou/Szent) Hedvig lengyel királynő 1374–1399 2. fg.: Cillei Anna 1380/81–1416 3. fg. Pilecki Erzsébet 1372–1420 4. fg. Holszański Zsófia 1405 körül–1461 | [2.] II. Ulászló (Jagelló) lengyel király litván nagyfejedelem 1351 körül–1434 1. fg. I. (Anjou/Szent) Hedvig lengyel királynő 1374–1399 2. fg.: Cillei Anna 1380/81–1416 3. fg. Pilecki Erzsébet 1372–1420 4. fg. Holszański Zsófia 1405 körül–1461 | [2.] II. Ulászló (Jagelló) lengyel király litván nagyfejedelem 1351 körül–1434 1. fg. I. (Anjou/Szent) Hedvig lengyel királynő 1374–1399 2. fg.: Cillei Anna 1380/81–1416 3. fg. Pilecki Erzsébet 1372–1420 4. fg. Holszański Zsófia 1405 körül–1461 | [2.] II. Ulászló (Jagelló) lengyel király litván nagyfejedelem 1351 körül–1434 1. fg. I. (Anjou/Szent) Hedvig lengyel királynő 1374–1399 2. fg.: Cillei Anna 1380/81–1416 3. fg. Pilecki Erzsébet 1372–1420 4. fg. Holszański Zsófia 1405 körül–1461 |  |  |  |  |  |  |  |  |  |  |  |  |  |  |  |  |  |  |  |  |  |  |  |  |  |  |  |  |  |  |  |  |
|  |  |  |  |  |  | Piast Erzsébet lengyel királyi hercegnő 1326/34–1361 férje: V. Boguszláv pomerániai herceg 1318/19–1373                                                    | Piast Erzsébet lengyel királyi hercegnő 1326/34–1361 férje: V. Boguszláv pomerániai herceg 1318/19–1373 | Piast Erzsébet lengyel királyi hercegnő 1326/34–1361 férje: V. Boguszláv pomerániai herceg 1318/19–1373 | Piast Erzsébet lengyel királyi hercegnő 1326/34–1361 férje: V. Boguszláv pomerániai herceg 1318/19–1373 | Piast Erzsébet lengyel királyi hercegnő 1326/34–1361 férje: V. Boguszláv pomerániai herceg 1318/19–1373 | Piast Erzsébet lengyel királyi hercegnő 1326/34–1361 férje: V. Boguszláv pomerániai herceg 1318/19–1373 |  |  |  |  |  |  |  |  | |  |  |  |  |  |  |  |  |  |  |  | [2.] II. Ulászló (Jagelló) lengyel király litván nagyfejedelem 1351 körül–1434 1. fg. I. (Anjou/Szent) Hedvig lengyel királynő 1374–1399 2. fg.: Cillei Anna 1380/81–1416 3. fg. Pilecki Erzsébet 1372–1420 4. fg. Holszański Zsófia 1405 körül–1461 | [2.] II. Ulászló (Jagelló) lengyel király litván nagyfejedelem 1351 körül–1434 1. fg. I. (Anjou/Szent) Hedvig lengyel királynő 1374–1399 2. fg.: Cillei Anna 1380/81–1416 3. fg. Pilecki Erzsébet 1372–1420 4. fg. Holszański Zsófia 1405 körül–1461 | [2.] II. Ulászló (Jagelló) lengyel király litván nagyfejedelem 1351 körül–1434 1. fg. I. (Anjou/Szent) Hedvig lengyel királynő 1374–1399 2. fg.: Cillei Anna 1380/81–1416 3. fg. Pilecki Erzsébet 1372–1420 4. fg. Holszański Zsófia 1405 körül–1461 | [2.] II. Ulászló (Jagelló) lengyel király litván nagyfejedelem 1351 körül–1434 1. fg. I. (Anjou/Szent) Hedvig lengyel királynő 1374–1399 2. fg.: Cillei Anna 1380/81–1416 3. fg. Pilecki Erzsébet 1372–1420 4. fg. Holszański Zsófia 1405 körül–1461 | [2.] II. Ulászló (Jagelló) lengyel király litván nagyfejedelem 1351 körül–1434 1. fg. I. (Anjou/Szent) Hedvig lengyel királynő 1374–1399 2. fg.: Cillei Anna 1380/81–1416 3. fg. Pilecki Erzsébet 1372–1420 4. fg. Holszański Zsófia 1405 körül–1461 | [2.] II. Ulászló (Jagelló) lengyel király litván nagyfejedelem 1351 körül–1434 1. fg. I. (Anjou/Szent) Hedvig lengyel királynő 1374–1399 2. fg.: Cillei Anna 1380/81–1416 3. fg. Pilecki Erzsébet 1372–1420 4. fg. Holszański Zsófia 1405 körül–1461 |  |  |  |  |  |  |  |  |  |  |  |  |  |  |  |  |  |  |  |  |  |  |  |  |  |  |  |  |  |  |  |  |
|  |  |  |  |  |  | Pomerániai Erzsébet 1347–1393 férje: IV. (I.) Károly német-római császár és cseh király 1316–1378                                                          | Pomerániai Erzsébet 1347–1393 férje: IV. (I.) Károly német-római császár és cseh király 1316–1378       | Pomerániai Erzsébet 1347–1393 férje: IV. (I.) Károly német-római császár és cseh király 1316–1378       | Pomerániai Erzsébet 1347–1393 férje: IV. (I.) Károly német-római császár és cseh király 1316–1378       | Pomerániai Erzsébet 1347–1393 férje: IV. (I.) Károly német-római császár és cseh király 1316–1378       | Pomerániai Erzsébet 1347–1393 férje: IV. (I.) Károly német-római császár és cseh király 1316–1378       |  |  |  |  |  |  |  |  | |  |  |  |  |  |  |  |  |  |  |  | [4.] I. (III.) Ulászló lengyel és magyar király 1424–1444 jegyese: Habsburg Anna 1432–1462 ld. balra lent | [4.] I. (III.) Ulászló lengyel és magyar király 1424–1444 jegyese: Habsburg Anna 1432–1462 ld. balra lent | [4.] I. (III.) Ulászló lengyel és magyar király 1424–1444 jegyese: Habsburg Anna 1432–1462 ld. balra lent | [4.] I. (III.) Ulászló lengyel és magyar király 1424–1444 jegyese: Habsburg Anna 1432–1462 ld. balra lent | [4.] I. (III.) Ulászló lengyel és magyar király 1424–1444 jegyese: Habsburg Anna 1432–1462 ld. balra lent | [4.] I. (III.) Ulászló lengyel és magyar király 1424–1444 jegyese: Habsburg Anna 1432–1462 ld. balra lent |  |  |  |  |  |  |  |  |  |  |  |  |  |  |  |  |  |  |  |  |  |  |  |  |  |  |  |  |  |  |  |  |
|  |  |  |  |  |  | Pomerániai Erzsébet 1347–1393 férje: IV. (I.) Károly német-római császár és cseh király 1316–1378                                                          | Pomerániai Erzsébet 1347–1393 férje: IV. (I.) Károly német-római császár és cseh király 1316–1378       | Pomerániai Erzsébet 1347–1393 férje: IV. (I.) Károly német-római császár és cseh király 1316–1378       | Pomerániai Erzsébet 1347–1393 férje: IV. (I.) Károly német-római császár és cseh király 1316–1378       | Pomerániai Erzsébet 1347–1393 férje: IV. (I.) Károly német-római császár és cseh király 1316–1378       | Pomerániai Erzsébet 1347–1393 férje: IV. (I.) Károly német-római császár és cseh király 1316–1378       |  |  |  |  |  |  |  |  | |  |  |  |  |  |  |  |  |  |  |  | [4.] I. (III.) Ulászló lengyel és magyar király 1424–1444 jegyese: Habsburg Anna 1432–1462 ld. balra lent | [4.] I. (III.) Ulászló lengyel és magyar király 1424–1444 jegyese: Habsburg Anna 1432–1462 ld. balra lent | [4.] I. (III.) Ulászló lengyel és magyar király 1424–1444 jegyese: Habsburg Anna 1432–1462 ld. balra lent | [4.] I. (III.) Ulászló lengyel és magyar király 1424–1444 jegyese: Habsburg Anna 1432–1462 ld. balra lent | [4.] I. (III.) Ulászló lengyel és magyar király 1424–1444 jegyese: Habsburg Anna 1432–1462 ld. balra lent | [4.] I. (III.) Ulászló lengyel és magyar király 1424–1444 jegyese: Habsburg Anna 1432–1462 ld. balra lent |  |  |  |  |  |  |  |  |  |  |  |  |  |  |  |  |  |  |  |  |  |  |  |  |  |  |  |  |  |  |  |  |
|  |  |  |  |  |  | Luxemburgi Zsigmond magyar és cseh király, német-római császár 1368–1437 1. fg. I. (Anjou) Mária magyar királynő 1371–1395 2. fg. Cillei Borbála 1392–1451 | | | | | |  |  |  |  |  |  |  |  | |  |  |  |  |  |  |  |  |  |  |  | | | | | | |  |  |  |  |  |  |  |  |  |  |  |  |  |  |  |  |  |  |  |  |  |  |  |  |  |  |  |  |  |  |  |  |
|  |  |  |  |  |  | | | | | | |  |  |  |  |  |  |  |  | |  |  |  |  |  |  |  |  |  |  |  | | | | | | |  |  |  |  |  |  |  |  |  |  |  |  |  |  |  |  |  |  |  |  |  |  |  |  |  |  |  |  |  |  |  |  |
|  |  |  |  |  |  | [2.] Luxemburgi Erzsébet 1409–1442 férje: I. (Habsburg) Albert magyar, német és cseh király 1397–1439                                                      | | | | | |  |  |  |  |  |  |  |  | |  |  |  |  |  |  |  |  |  |  |  | | | | | | |  |  |  |  |  |  |  |  |  |  |  |  |  |  |  |  |  |  |  |  |  |  |  |  |  |  |  |  |  |  |  |  |
|  |  |  |  |  |  | | | | | | |  |  |  |  |  |  |  |  | |  |  |  |  |  |  |  |  |  |  |  | | | | | | |  |  |  |  |  |  |  |  |  |  |  |  |  |  |  |  |  |  |  |  |  |  |  |  |  |  |  |  |  |  |  |  |
|  |  |  |  |  |  | Habsburg Anna 1432–1462 jegyese: I. (III.) Ulászló lengyel és magyar király 1424–1444 ld. jobbra fent                                                      | | | | | |  |  |  |  |  |  |  |  | |  |  |  |  |  |  |  |  |  |  |  | | | | | | |  |  |  |  |  |  |  |  |  |  |  |  |  |  |  |  |  |  |  |  |  |  |  |  |  |  |  |  |  |  |  |  |